# Hinata Watanabe
Hinata Watanabe (jap. 渡辺 日菜太, Watanabe Hinata; * 26. August 1986 in Hiratsuka, Präfektur Kanagawa, Japan) ist ein japanischer Weltergewichts-Kickboxer und kämpft im K-1 MAX. Beim 2009 K-1 World MAX Japan schlug er als Qualifikant im Viertelfinale den vorjährigen Champion Yasuhiro Kido durch eine Zusatzrunde mit unangefochtenem Kampfrichterentscheid 3:0 (9:8, 9:8, 9:8). Vorausgegangen war nach drei Runden eine Mehrheitsentscheidung (27:27, 27:28, 27:27). Hinata konnte das Turnier wegen einer gebrochenen Nase nicht fortsetzen, sodass Kido ihn im Halbfinale ersetzte.